# Ruhestettener Ried
Das Gebiet Ruhestettener Ried ist ein mit Verordnung vom 25. April 1964 ausgewiesenes Landschaftsschutzgebiet (LSG-Nummer 4.37.005) im Gebiet der baden-württembergischen Stadt Pfullendorf sowie der Gemeinden Herdwangen-Schönach und Wald im Landkreis Sigmaringen in Deutschland.

## Lage
Das rund sieben Hektar große Schutzgebiet „Ruhestettener Ried“ gehört zum Naturraum „Oberschwäbisches Hügelland“ und wird von der Linzer Aach entwässert. Es liegt ungefähr 2,9 Kilometer nördlich der Herdwanger Ortsmitte und etwa 1,3 Kilometer südlich des namensgebenden Weilers Ruhestetten auf einer Höhe von 640 m ü. NHN und verteilt sich auf die drei Kommunen
- Herdwangen-Schönach, Gemarkung Herdwangen: 0,3584 Hektar = 5,1 %
- Pfullendorf, Gemarkung Aach-Linz, 1,3379 Hektar = 19,1 %
- Wald, Gemarkung Ruhestetten, 5,3075 Hektar = 75,8 %

## Schutzzweck
Wesentlicher Schutzzweck ist die Erhaltung eines Riedgebiets mit Torfstichen.

## Zusammenhängende Schutzgebiete
Mit dem Schutzgebiet „Ruhestettener Ried“ ist das FFH-Gebiet „Riede und Gewässer bei Mengen und Pfullendorf“ (DE-8021-311) als zusammenhängendes Schutzgebiet ausgewiesen und grenzt an das Naturschutzgebiet Ruhestetter Ried.